# 더 홀 (2001년 영화)
《더 홀》(영어: The Hole)은 영국에서 제작된 닉 햄 감독의 2001년 심리 스릴러 영화이다. 소라 버치 등이 출연하였고, 리사 브라이어 등이 제작에 참여하였다.

## 출연진
- 소라 버치
- 데즈먼드 해링턴
- 대니얼 브로클뱅크
- 로런스 폭스
- 키라 나이틀리
- 엠베스 데이비츠
- 스티븐 워딩턴

## 기타 제작진
- 공동 제작: 수잰 워런
- 미술: 이브 스튜어트
- 의상: 베리티 호크스